# Stora gölen (Hults socken, Småland)
Stora gölen är en sjö i Eksjö kommun i Småland och ingår i Emåns huvudavrinningsområde. Sjöns area är 0,042 kvadratkilometer och den befinner sig 208 meter över havet.